# Phil Hoadley
Phil Hoadley (Battersea, Inglaterra; 6 de enero de 1952-5 de mayo de 2024) fue un futbolista inglés que jugó en la posición de defensa central.

## Equipos
| Periodo   | Club              | Apariciones | Goles |
| --------- | ----------------- | ----------- | ----- |
| 1968–1972 | Crystal Palace FC | 73          | 1     |
| 1972–1978 | Leyton Orient FC  | 255         | 9     |
| 1978–1982 | Norwich City FC   | 77          | 0     |